# Thera tristrigaria
Thera tristrigaria är en fjärilsart som beskrevs av Donovan 1808. Thera tristrigaria ingår i släktet Thera och familjen mätare. Inga underarter finns listade i Catalogue of Life.